# The Sims: Superstar
The Sims: Superstar è la sesta espansione uscita per il videogioco di simulazione per PC The Sims, dedicata alla vita da star.

## Novità
Viene aggiunto il nuovo quartiere di "Studio Town", dove si trovano atelier di moda e studi di musica e di cinema e dove è possibile ai Sim esercitare i propri talenti. Vi sono presenti anche nuovi locali come i sushi bar e boutique esclusive. Con l'espansione è possibile incontrare Marilyn Monroe, Avril Lavigne, Andy Warhol, Christina Aguilera o Richie Sambora.
Vengono inoltre aggiunti circa 150 nuovi oggetti, in gran parte imperniati sul tema dello spettacolo, come dei riflettori per illuminare esibizioni casalinghe.
Per avere successo è richiesto che il Sim si impegni e dedichi tempo ai provini e alla caccia all'amico giusto, anche a scapito di vita sociale e vacanze e senza poter lavorare e guadagnare nel frattempo.